# Le Nouvion-en-Thiérache
Le Nouvion-en-Thiérache ist eine französische französische Kleinstadt mit 2.479 Einwohnern (Stand: 1. Januar 2022) im Département Aisne in der Region Hauts-de-France; sie gehört zum Arrondissement Vervins und zum Kanton Guise. Die Einwohner werden Nouvionnais genannt.

## Geografie
Die Kleinstadt Nouvion-en-Thiérache liegt am Nordrand der Landschaft Thiérache an der Grenze zum Département Nord sowie am Fluss Noirrieu und seinem Nebenfluss Morteau (auch Ancienne Sambre genannt). Durch das Stadtgebiet führen die früheren Route nationale 39 (heutige D1043) und 365 (heutige D965). Über die Hälfte der 48,42 km² großen Stadtfläche nimmt mit dem Forêt de Novion ein ausgedehntes Waldgebiet ein. Nachbargemeinden von Le Nouvion-en-Thiérache sind Beaurepaire-sur-Sambre im Norden, Fontenelle im Nordosten, Papleux und La Flamengrie im Osten, La Capelle und Buironfosse im Südosten, Leschelle und Esquéhéries im Süden, Boué im Westen sowie Barzy-en-Thiérache im Nordwesten.

## Bevölkerungsentwicklung
| Jahr      | 1962 | 1968 | 1975 | 1982 | 1990 | 1999 | 2006 | 2016 | 2022 |
| Einwohner | 3096 | 3343 | 3247 | 3139 | 2905 | 2917 | 2850 | 2611 | 2479 |

## Sehenswürdigkeiten
- Kirche Saint-Denis
- Kapelle Sainte-Rita
- Kapelle Notre-Dame-de-Lesse (auch: Kapelle Jérôme) aus dem Jahre 1748
- Wegekreuz
- Schloss Nouvion und benachbartes Kleines Schloss (Le Petit Château)
- Schloss Fontenelle
- Wasserturm
- Rathaus

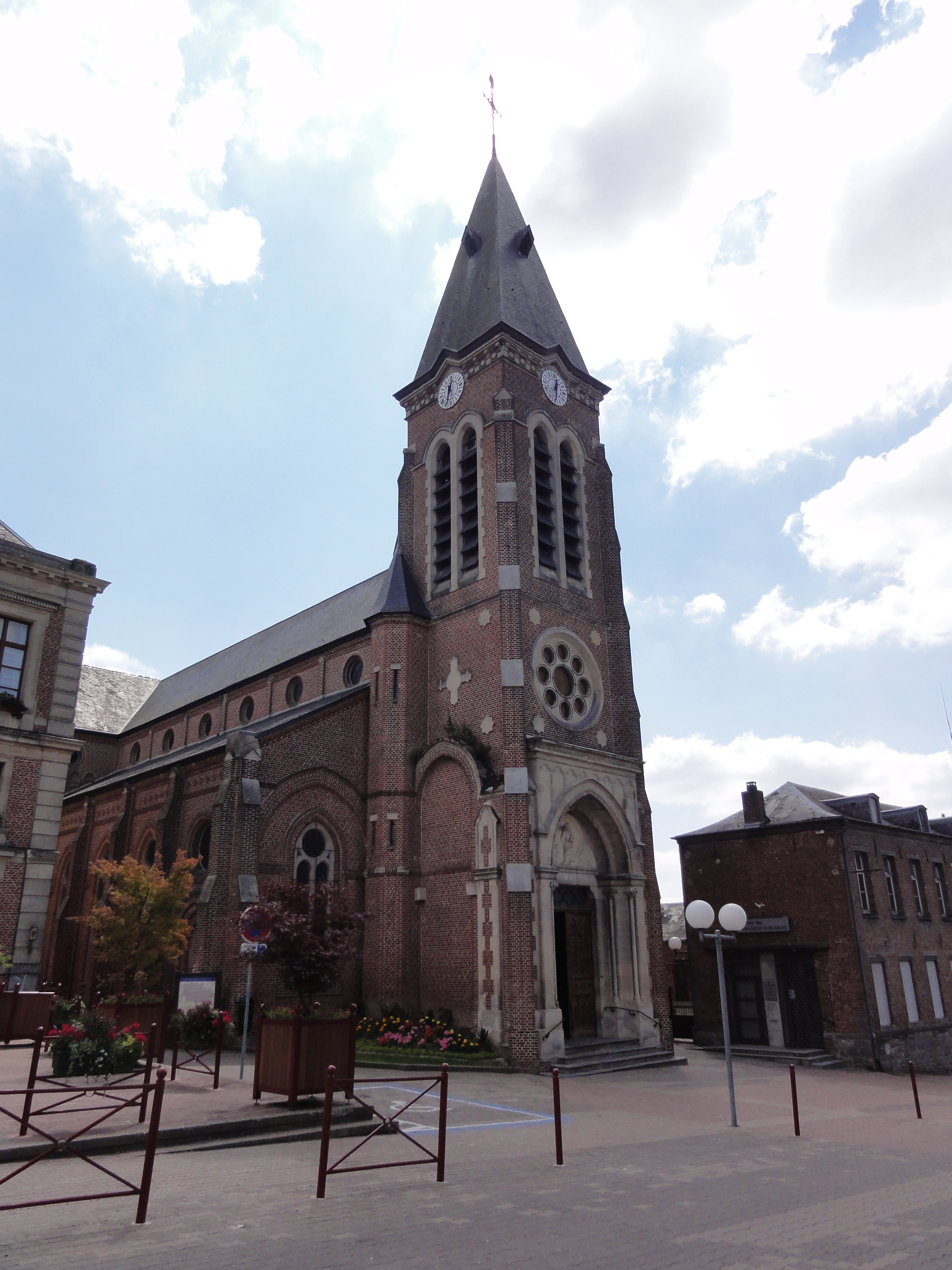
Kirche Saint-Denis
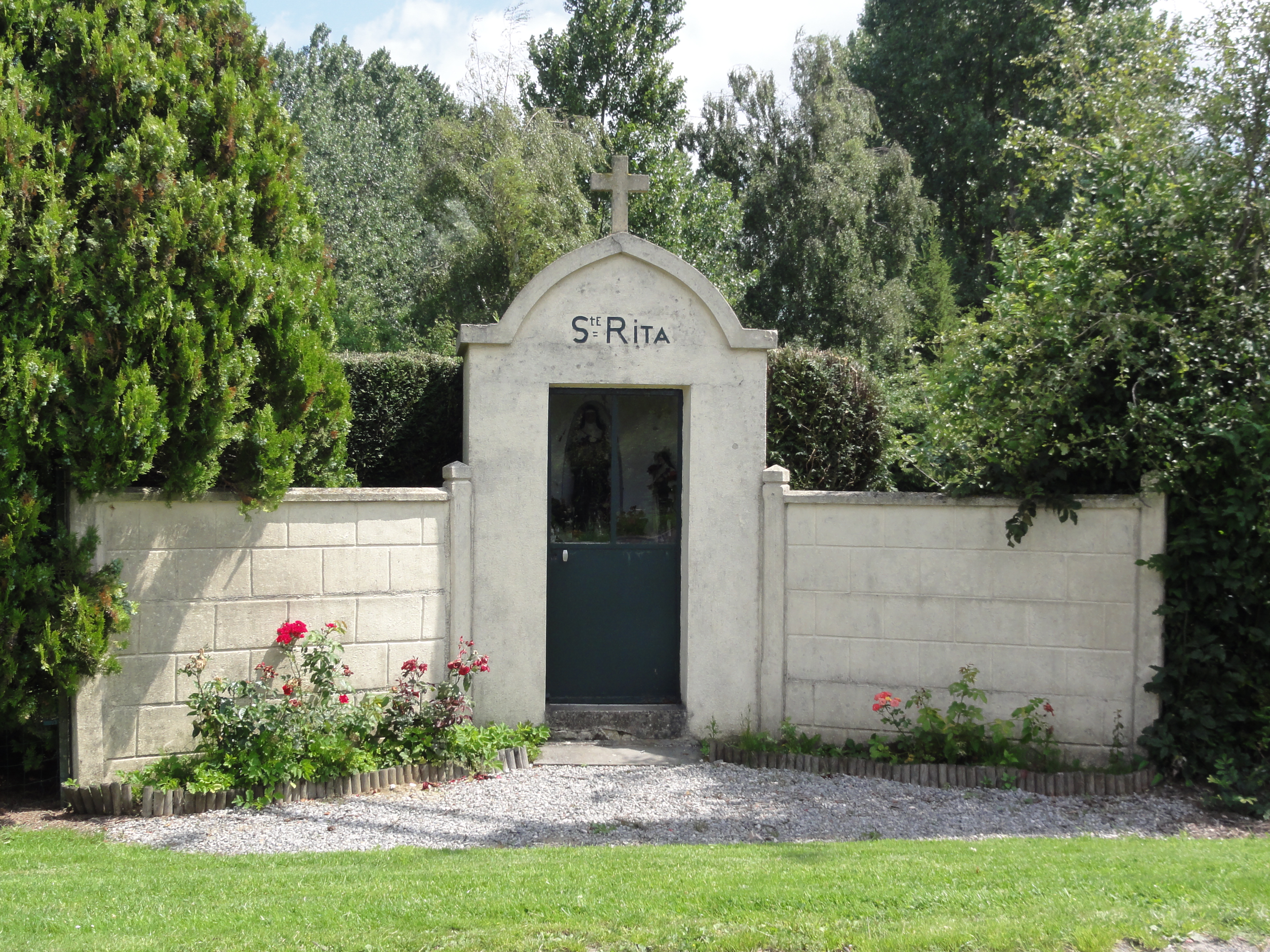
Kapelle Sainte-Rita
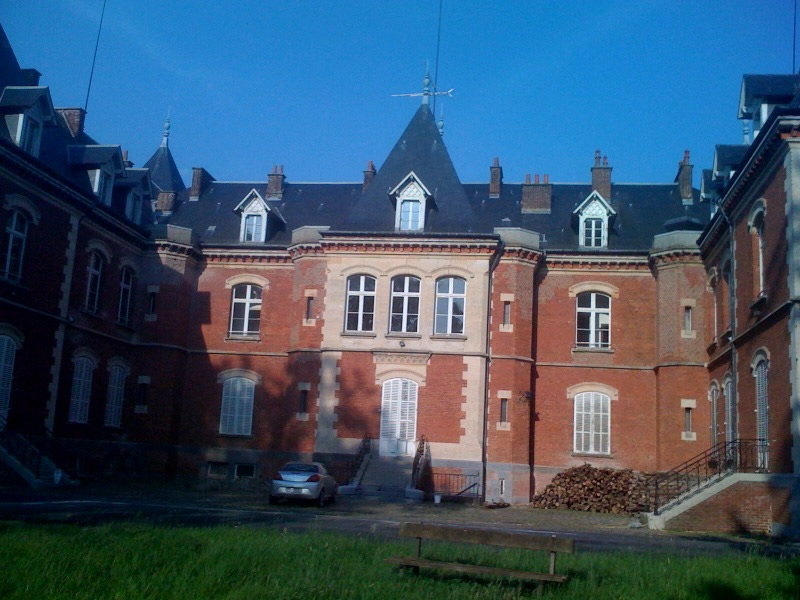
Schloss Nouvion
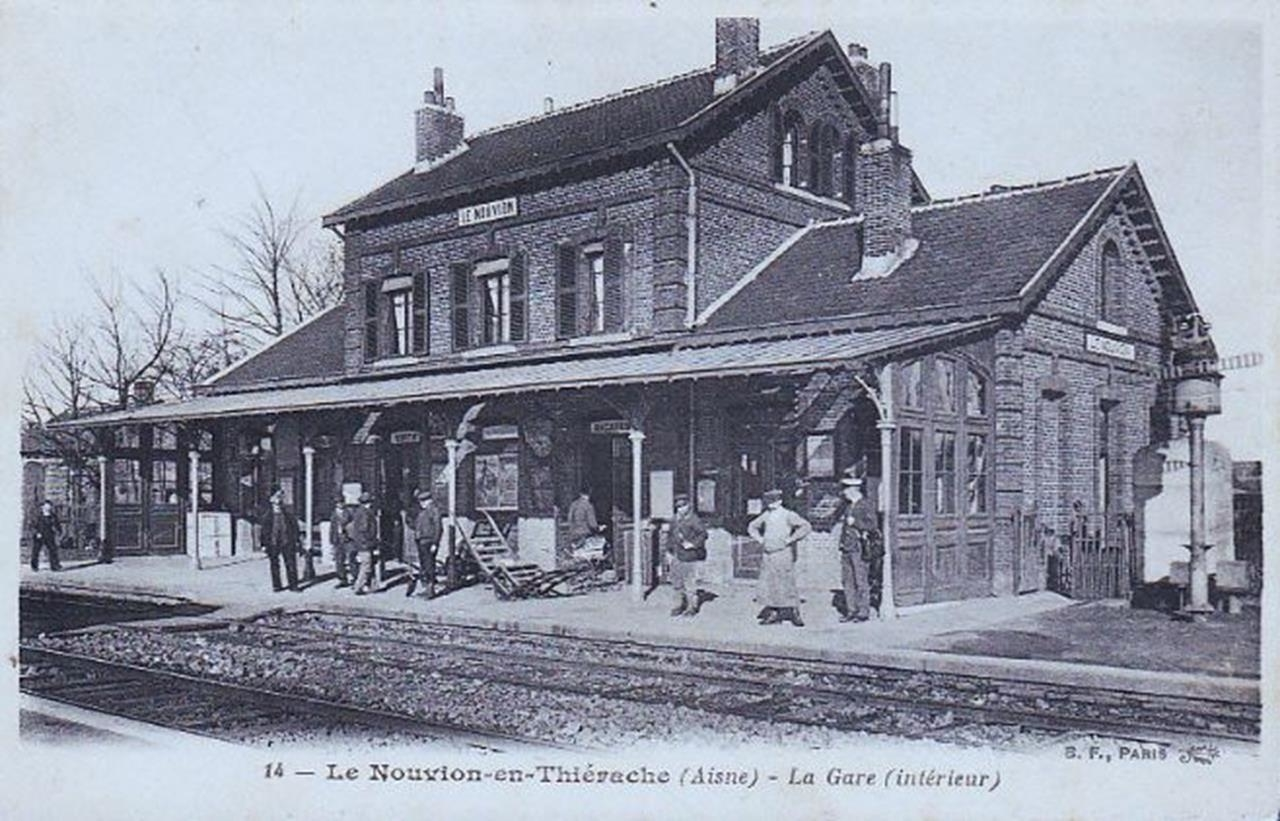
Bahnhof um 1920
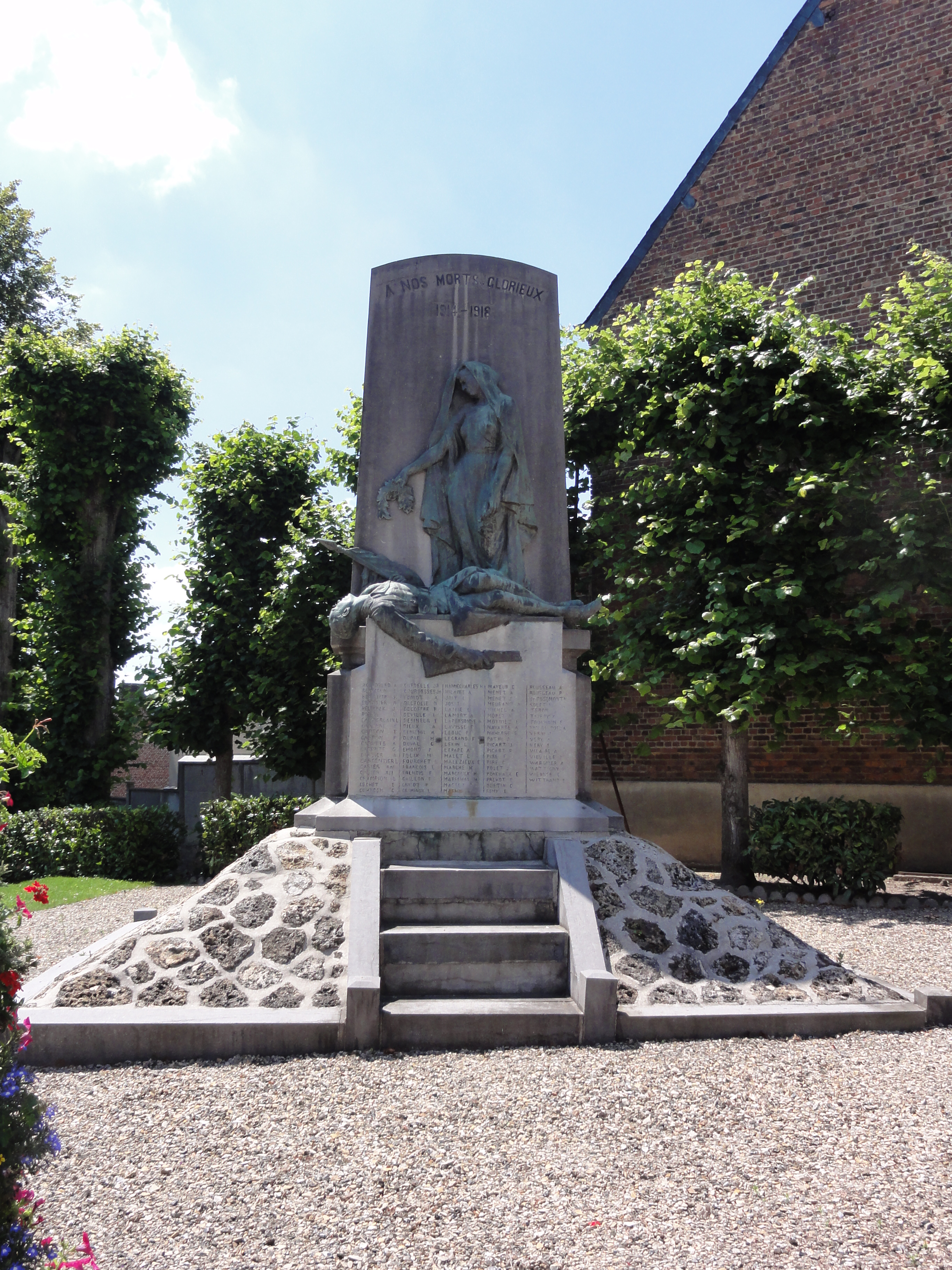
Gefallenendenkmal

## Persönlichkeiten
- Ernest Lavisse (1842–1922), Historiker
- Henri Robert Ferdinand Marie Louis Philippe d’Orléans (1908–1999), französischer Thronprätendent
- Adrien Fainsilber (1932–2023), Stadtplaner
- Kamini Zantoko (* 1979), Rapper